# مدرسة لوثرية

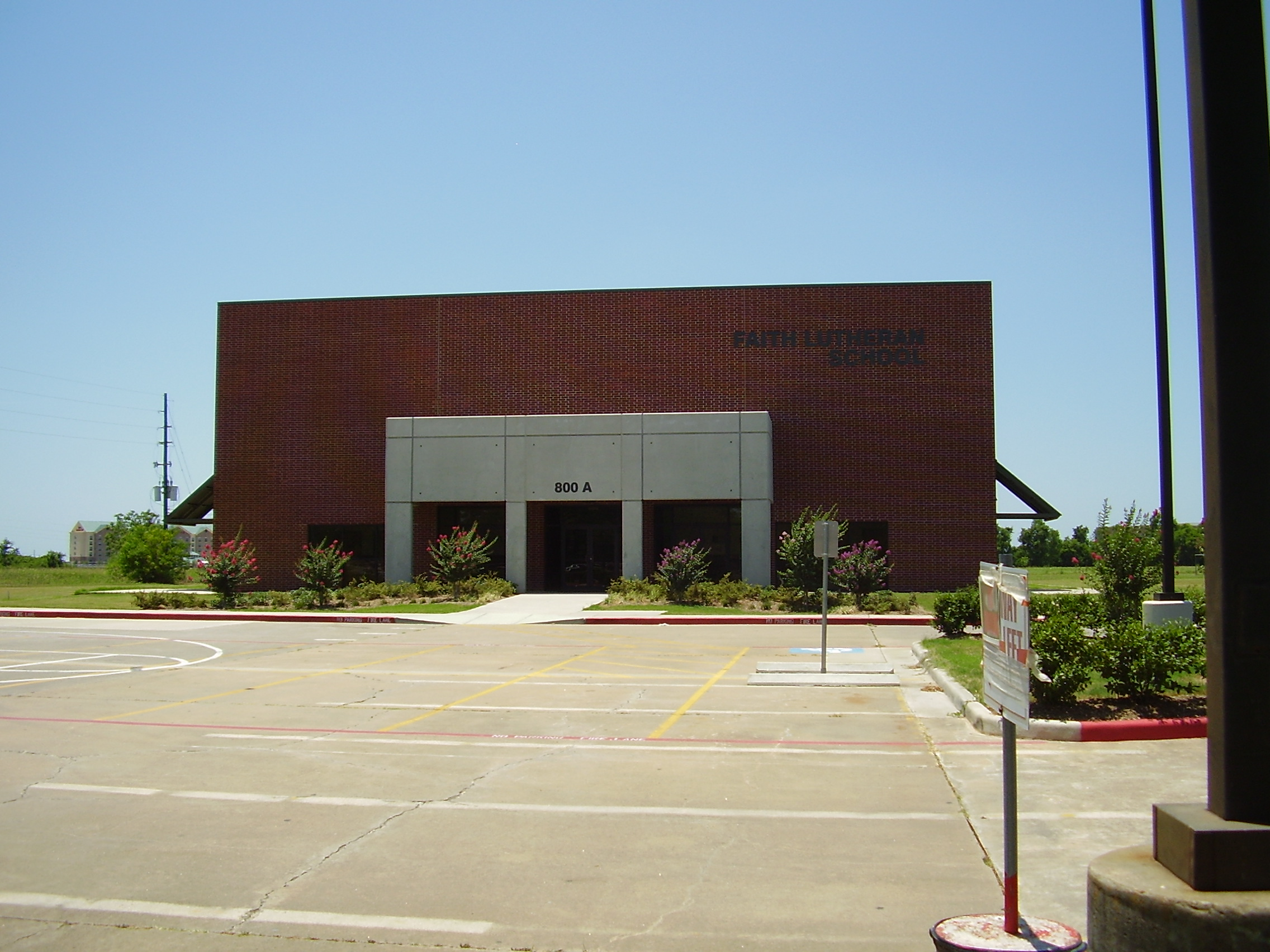
المدرسة لوثرية بالولايات المتحدة الأمريكية القابعة بولاية بوسطن

المدارس اللوثريّة هو نوع من المدارس الدينية التابعة لرعايا أو المؤسسات التعليميّة التابعة للكنيسة اللوثرية. في الولايات المتحدة أعطيت أولوية التعليم المدارس اللوثرية للوثريين الذين هاجروا إلى الولايات المتحدة، وأستراليا، وألمانيا والدول الإسكندنافية.
كان لنشوء البروتستانتية دور هام في تحسين مستوى التعليم ونشر المعرفة، ودعا مارتن لوثر إلى حق الفرد في تفسير الإنجيل، وشجّع على قراءة ودراسة الكتاب المقدس. كان للبروتستانتية دور في إدخال الاجتهاد والتفكير الحر على الفكر الغربي، فقد قام مارتن لوثر بترجمة جديدة للكتاب المقدس من اليونانية إلى الألمانية فأُعتبر ذلك العمل الضخم حجر الأساس في تاريخ الأدب الألماني.
شدّد المصلحين البروتستانت كل من مارتن لوثر وجان كالفن وغيرهم على أهمية التعليم. ومع ظهور الإصلاح البروتستانتي كان هناك توجه واسع النطاق للتعليم لأنه كان مطلوب من الاصلاحيين أن يكونوا قادرين على قراءة الكتاب المقدس. فقد قال لوثر أنه من الضروري للمجتمع تعليم شبابها. ورأى أنه كان من واجب السلطات المدنية إجبار رعاياهم لإبقاء أطفالهم في المدرسة.
ونتيجة لأهمية التعليم فقد بنيت بالقرب من الكنائس مدارس، ومنها مدارس للبنات، إذ دعا المصلحون البروتستانت أيضًا لتعليم المرأة. وكان أيضًا للتطهريين في الولايات المتحدة شأن هام في إفساح المجال للمرأة في التعليم.